# كوري سنايدر
كوري سنايدر (بالإنجليزية: Cory Snyder)‏ هو لاعب كرة قاعدة أمريكي، ولد في 11 نوفمبر 1962 في إنغليووود في الولايات المتحدة.

## وصلات خارجية
- كوري سنايدر على موقعبيزبول رفرنس.كوم (الدوري الرئيسي) (الإنجليزية)
- كوري سنايدر على موقعبيزبول رفرنس.كوم (الدوري الثانوي) (الإنجليزية)
- كوري سنايدر على موقع أوليمبيديا (الإنجليزية)